# Joseph Losey
Joseph Walton Losey III (La Crosse, Wisconsin, 1909. január 14. – London, 1984. június 22.) kétszeres César-díjas amerikai színházi és filmrendező. 
Németországban tanult Bertolt Brechttel, majd visszatért az Egyesült Államokba, előbb-utóbb eljutva Hollywoodba is. 1950-ben feketelistára került Amerikában, ezért Európába költözött, ahol későbbi filmjei készültek. Legsikeresebb filmjei közé tartozik A szolga (1963), a Baleset (1967) és A közvetítő (1971), melyek forgatókönyvét Harold Pinter írta.

## Élete
Egy évvel halála előtt egy interjúban elmondta a New York Times-nak, nem sajnálja, hogy kiutasították: „Enélkül lenne három Cadillac-em, két medencém, egy millió dollárom, és halott lennék. Félelmetes volt, visszataszító, de az ember könnyen a pénz és az önteltség csapdájába eshet. Nem árt egy kis feleszmélés.”
1973-ban a Dartmouth College, 1983-ban pedig a Wisconsini Egyetem is díszdoktorává avatta.
Háromszor nősült meg, kétszer vált el. 1937-ben, első házasságából született gyermeke Gavrik Losey, aki számos film rendezésében segített apjának. Tőle született unokái, Marek és Luke Losey mindketten rendezők. 1956-ban feleségül vette Dorothy Bromiley brit színésznőt. Fiuk, Joshua Losey színész lett. Harmadik felesége, Patricia Mohan adaptálta Lorenzo da Ponte Mozart Don Giovanni opera-librettóját Losey filmváltőzatához.
Rövid betegséget követően 1984. június 22-én hunyt el, négy héttel utolsó filmjének befejezése után.

## Filmográfia

### Nagyjátékfilmek
| Év   | Magyar cím              | Eredeti cím                  | Feladatkör | Feladatkör | Feladatkör |
| Év   | Magyar cím              | Eredeti cím                  | Rendező    | Író        | Producer   |
| ---- | ----------------------- | ---------------------------- | ---------- | ---------- | ---------- |
| 1948 | A zöld hajú fiú         | The Boy with Green Hair      | Igen       | Nem        | Nem        |
| 1950 |                         | The Lawless                  | Igen       | Nem        | Nem        |
| 1951 |                         | M                            | Igen       | Nem        | Nem        |
| 1951 |                         | The Prowler                  | Igen       | Nem        | Nem        |
| 1951 |                         | The Big Night                | Igen       | Igen       | Nem        |
| 1952 |                         | Imbarco a mezzanotte         | Igen       | Nem        | Nem        |
| 1954 |                         | The Sleeping Tiger           | Igen       | Nem        | Igen       |
| 1956 |                         | The Intimate Stranger        | Igen       | Nem        | Nem        |
| 1957 |                         | Time Without Pity            | Igen       | Nem        | Nem        |
| 1958 | A cigány és az úriember | The Gypsy and the Gentleman  | Igen       | Nem        | Nem        |
| 1959 |                         | Blind Date                   | Igen       | Nem        | Nem        |
| 1960 |                         | The Criminal                 | Igen       | Nem        | Nem        |
| 1962 |                         | Eva                          | Igen       | Nem        | Nem        |
| 1962 |                         | The Damned                   | Igen       | Nem        | Nem        |
| 1963 | A szolga                | The Servant                  | Igen       | Nem        | Igen       |
| 1964 | A királyért és hazáért  | King & Country               | Igen       | Nem        | Igen       |
| 1966 |                         | Modesty Blaise               | Igen       | Nem        | Nem        |
| 1967 | Baleset                 | Accident                     | Igen       | Nem        | Nem        |
| 1968 |                         | Boom!                        | Igen       | Nem        | Nem        |
| 1968 | Titokzatos szertartás   | Secret Ceremony              | Igen       | Nem        | Nem        |
| 1970 | Figurák a tájban        | Figures in a Landscape       | Igen       | Nem        | Nem        |
| 1971 | A közvetítő             | The Go-Between               | Igen       | Nem        | Nem        |
| 1972 | Trockij meggyilkolása   | The Assassination of Trotsky | Igen       | Nem        | Igen       |
| 1973 | Babaház                 | A Doll's House               | Igen       | Nem        | Igen       |
| 1975 | Egy romantikus angol nő | The Romantic Englishwoman    | Igen       | Nem        | Nem        |
| 1975 | Galilei élete           | Galileo                      | Igen       | Nem        | Nem        |
| 1976 | Klein úr                | Monsieur Klein               | Igen       | Nem        | Nem        |
| 1978 |                         | Les routes du sud            | Igen       | Nem        | Nem        |
| 1979 | Don Giovanni            | Don Giovanni                 | Igen       | Igen       | Nem        |
| 1982 | A pisztráng             | La Truite                    | Igen       | Igen       | Nem        |
| 1985 | Gőzben                  | Steaming                     | Igen       | Nem        | Nem        |

### Rövidfilmek
| Év   | Cím                         | Megjegyzések                         |
| ---- | --------------------------- | ------------------------------------ |
| 1939 | Pete Roleum and His Cousins |                                      |
| 1941 | Youth Gets a Break          |                                      |
| 1941 | A Child Went Forth          | forgatókönyvíró és producer          |
| 1945 | A Gun in His Hand           |                                      |
| 1947 | Leben des Galilei           |                                      |
| 1955 | A Man on the Beach          |                                      |
| 1959 | First on the Road           | Ford Anglia 105E promóciós rövidfilm |

## Fordítás
- Ez a szócikk részben vagy egészben  a   Joseph Losey című angol Wikipédia-szócikk ezen változatának fordításán alapul.  Az eredeti cikk szerkesztőit annak laptörténete sorolja fel. Ez a jelzés csupán a megfogalmazás eredetét és a szerzői jogokat jelzi, nem szolgál a cikkben szereplő információk forrásmegjelöléseként.